# Susan Morrow
Susan Morrow (25. svibnja 1931. – 8. svibnja 1985.), rođena kao Jacqueline Ann Teresa Bernadette Immoor je bila američka glumica. Starija je sestra Judith Exner glumila je u 12 filmova u razdoblju od 1951. do 1958. godine, pojavila se u 5 različitih televizijskih serija. 
Umire 1985. godine.

## Vanjske poveznice
- Mrežna stranica Glamour Girls of the silver Screen  Arhivirana inačica izvorne stranice od 7. rujna 2017. (Wayback Machine)